# Indianapolis Colts 1990
La stagione 1990 degli Indianapolis Colts è stata la 37ª della franchigia nella National Football League, la settima con sede a Indianapolis. I Colts conclusero con un record di 7 vittorie e 9 sconfitte, chiudendo al terzo posto dell'AFC East e mancando l'accesso ai  playoff per il terzo anno consecutivo. In possesso della prima scelta assoluta nel Draft NFL 1990 grazie a uno scambio con gli Atlanta Falcons, la squadra scelse il quarterback Jeff George. Il running back Eric Dickerson scioperò durante il training camp per una disputa contrattuale, venendo sospeso dalla squadra per quattro partite. Tornò nel finale di stagione e corse 677 yard.

## Roster
| Roster degli Indianapolis Colts nel 1988 |
| --- |
| Quarterback - 11 Jeff George - 9 Mark Herrmann - 12 Rusty Hilger - 10 Jack Trudeau Running Back - 20 Albert Bentley FB - 29 Eric Dickerson - 23 Anthony Johnson Wide Receiver - 80 Bill Brooks - 84 Jessie Hester - 85 Darvell Huffman Tight End - 81 Pat Beach - 87 Eugene Riley Offensive Linemen - 62 Brian Baldinger G - 65 Joey Banes T - 71 Kevin Call T - 69 Randy Dixon G - 53 Ray Donaldson C - 75 Chris Hinton T - 73 Zefross Moss T - 64 Ben Utt G Defensive Linemen - 79 Harvey Armstrong DT - 76 Sam Clancy DE - 78 Jon Hand DE - 98 Tony Siragusa NT - 99 Donnell Thompson DE Linebacker - 51 Chip Banks OLB - 50 Duane Bickett OLB - 54 Jeff Herrod ILB - 96 Quintus McDonald ILB - 97 Scott Radecic ILB Defensive Back - 31 Michael Ball SS - 36 John Baylor CB/SS - 38 Eugene Daniel CB - 37 Chris Goode CB - 26 Alan Grant CB - 25 Cornell Holloway CB - 39 Mike Prior FS - 27 Keith Taylor FS Special Team - 4 Dean Biasucci K - 3 Rohn Stark P                       |
| Legenda - I rookie sono in corsivo. - Il primo ruolo è il principale mentre gli eventuali successivi indicano i ruoli secondari. - (IR) sta per Injured Reserve ed indica la lista ristretta per un solo giocatore infortunato che può tornare ad allenarsi dopo la settimana 6 e a rientrare in prima squadra dopo che questa ha giocato 8 partite. - (NF-Inj.) / (NF-Ill.) stanno rispettivamente per Non-Football Injured e Non-Football Illness ed indicano le liste dove viene inserito un giocatore che ha un infortunio o una malattia non dipendente dal football americano. - (PUP) sta per Physically Unable to Perform ed indica la lista dove viene inserito un giocatore mentre è in attesa di recuperare la condizione fisica. Nella stagione regolare dopo la sesta partita giocata dalla propria squadra, il giocatore ha tempo tre settimane per riprendere ad allenarsi, più tre settimane aggiuntive dal suo rientro agli allenamenti per rientrare in prima squadra. |

Fonte:

## Calendario
| Stagione regolare |                    |                         |                    |                    |                      |                    |
| Turno             | Data               | Avversario              | Risultato          | Record             | Stadio               | Pubblico           |
| 1                 | 9 settembre 1990   | at Buffalo Bills        | S 10–26            | 0–1                | Ralph Wilson Stadium | 78,899             |
| 2                 | 16 settembre 1990  | New England Patriots    | S 14-16            | 0–2                | Hoosier Dome         | 49,256             |
| 3                 | 23 settembre 1990  | at Houston Oilers       | S 10–24            | 0–3                | Astrodome            | 50,093             |
| 4                 | 30 settembre 1990  | at Philadelphia Eagles  | V 24–23            | 1–3                | Veterans Stadium     | 62,067             |
| 5                 | 7 ottobre 1990     | Kansas City Chiefs      | V 23–19            | 2–3                | Hoosier Dome         | 54,950             |
| 6                 | Settimana di pausa | Settimana di pausa      | Settimana di pausa | Settimana di pausa | Settimana di pausa   | Settimana di pausa |
| 7                 | 21 ottobre 1990    | Denver Broncos          | S 17–27            | 2–4                | Hoosier Dome         | 59,850             |
| 8                 | 28 ottobre 1990    | Miami Dolphins          | S 7–27             | 2–5                | Hoosier Dome         | 59,213             |
| 9                 | 5 novembre 1990    | New York Giants         | S 7–24             | 2–6                | Hoosier Dome         | 58,688             |
| 10                | 11 novembre 1990   | at New England Patriots | V 13–10            | 3–6                | Foxboro Stadium      | 28,924             |
| 11                | 18 novembre 1990   | New York Jets           | V 17–14            | 4–6                | Hoosier Dome         | 47,283             |
| 12                | 25 novembre 1990   | at Cincinnati Bengals   | V 34–20            | 5–6                | Riverfront Stadium   | 60,051             |
| 13                | 2 dicembre 1990    | at Phoenix Cardinals    | S 17–20            | 5–7                | Sun Devil Stadium    | 38,043             |
| 14                | 9 dicembre 1990    | Buffalo Bills           | S 7–31             | 5–8                | Hoosier Dome         | 53,268             |
| 15                | 16 dicembre 1990   | at New York Jets        | V 29–21            | 6–8                | Giants Stadium       | 41,423             |
| 16                | 22 dicembre 1990   | Washington Redskins     | V 35-28            | 7-8                | Hoosier Dome         | 58,173             |
| 17                | December 30, 1990  | at Miami Dolphins       | S 17-23            | 7-9                | Joe Robbie Stadium   | 59,547             |

## Classifiche
| AFC East             |    |    |   |      |      |      |     |     |     |
|                      | V  | S  | P | %    | CONF | DIV  | PF  | PS  | STR |
| (1) Buffalo Bills    | 13 | 3  | 0 | .813 | 7–1  | 10–2 | 428 | 263 | S1  |
| (4) Miami Dolphins   | 12 | 4  | 0 | .750 | 7–1  | 10–2 | 336 | 242 | V1  |
| Indianapolis Colts   | 7  | 9  | 0 | .438 | 3–5  | 5–7  | 281 | 353 | S1  |
| New York Jets        | 6  | 10 | 0 | .375 | 2–6  | 4–10 | 295 | 345 | V2  |
| New England Patriots | 1  | 15 | 0 | .063 | 1–7  | 1–11 | 181 | 446 | S14 |